# Alexandra Rossi
 (octobre 2018).
Alexandra Rossi est une romancière française, née à Paris.

## Biographie
Alexandra Rossi a effectué sa scolarité à l'École internationale bilingue, puis à l'École Jeannine-Manuel, puis elle rentre dans les classes préparatoires du collège Stanislas à Paris. 
Diplômée de l’École nationale supérieure de mécanique et d'aérotechnique (ENSMA) et d'un Master en Structures de l'université de Cranfield au Royaume-Uni, elle est ingénieur en aéronautique .
Elle publie son premier roman, Altaveran entre ombre et lumière à 16 ans aux éditions Pole en 2007. En 2009, elle reçoit le Prix Femme actuelle Coup de cœur de Paulo Coelho 2009 pour son premier roman historique Les Lames de Dieu aux éditions Prisma Les Nouveaux Auteurs.
Alexandra Rossi est conseil en propriété industrielle, conseil en brevets suisse et mandataire près l'Office européen des brevets. Elle travaille dans un cabinet de conseil en propriété industrielle international.
Elle est secrétaire générale de l'association Cocktail & Culture et de la Gold Alliance.
Elle est commandant de la Réserve Citoyenne du Gouverneur militaire de Paris.

## Prix et distinctions
- Prix Femme Actuelle Coup de cœur de Paulo Coelho 2009 pour Les Lames de Dieu aux éditions Les Nouveaux Auteurs Prisma
- Coup de cœur des libraires de la Fnac pour Altaveran les cinq protecteurs aux éditions Les Nouveaux Auteurs
- Coup de cœur Ça m'intéresse Histoire pour Le Sous-marin de Bonaparte aux éditions  Les Nouveaux Auteurs Prisma.
- Finaliste du Prix Littéraire Napoléon Ier du roman historique pour Le Sous-marin de Bonaparte[5],[6],[7],[8],[9],[10]

## Œuvres

### Romans historiques
- Le Sous-marin de Bonaparte[11],[12], 2018, éditions Les Nouveaux Auteurs Prisma  (ISBN 978-2819505631), préface de Jean Tulard, postface de Bruno Fuligni.
- Les Lames de Dieu, 2009, éditions Les Nouveaux Auteurs Prisma  (ISBN 978-2917144480).

### Romans d'heroic fantasy
- Altaveran, les Cinq Protecteurs, 2011, éditions Les Nouveaux Auteurs  (ISBN 978-2819500551)[13].
- Altaveran entre ombre et lumière, 2007, éditions Pole  (ISBN 978-2848840826).